# 琼斯陨击坑
琼斯陨击坑（Jones）是火星珍珠湾区的一座撞击坑，其中心坐标位于南纬19.1度、西经19.9度处，直径94公里，该特征名取自英国天文学家哈罗德·斯宾塞·琼斯（1890年－1960年），1973年被国际天文联合会行星系统命名工作组批准接受。

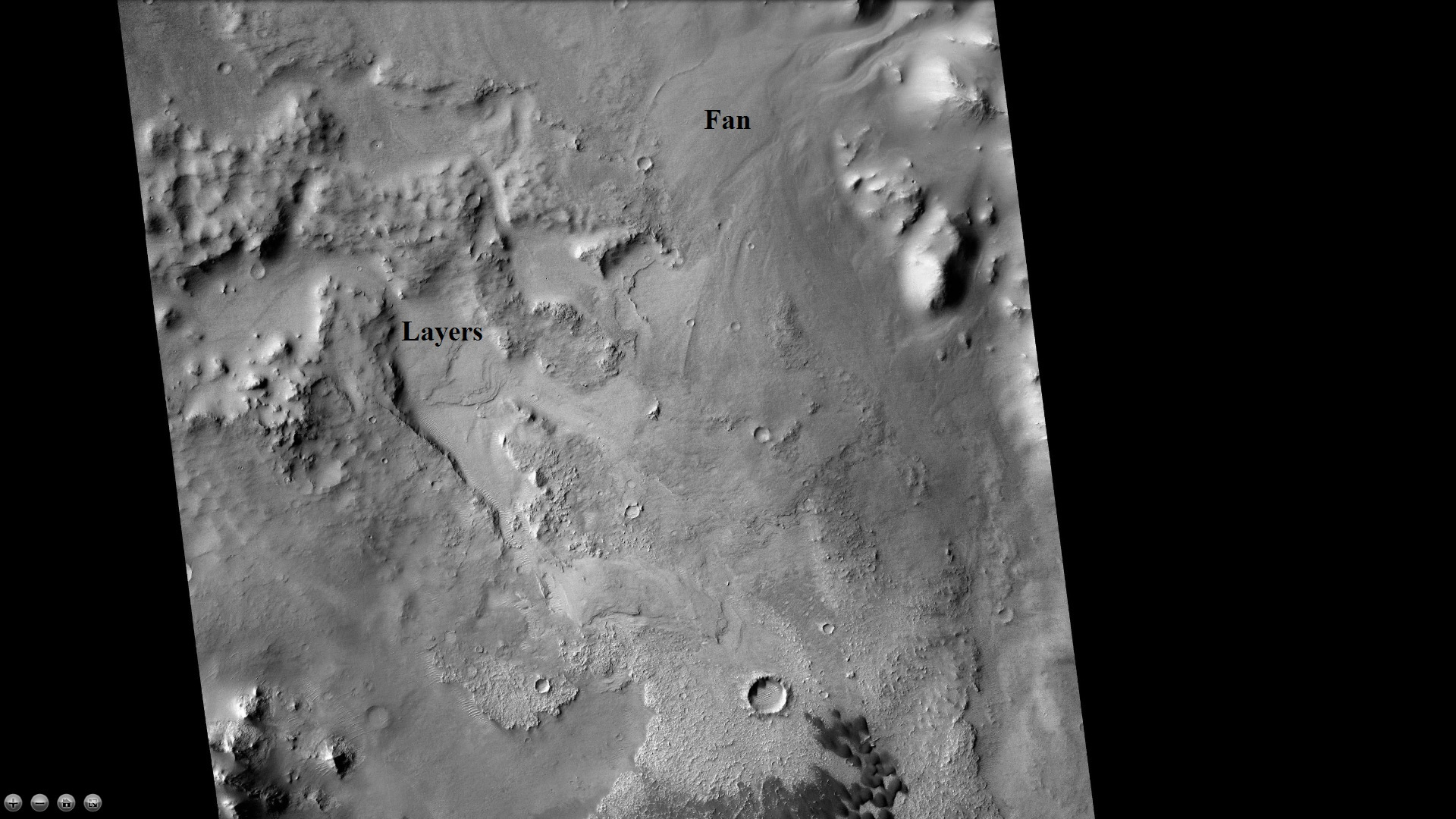
火星勘测轨道飞行器背景相机拍摄的琼斯陨击坑，已标注出坑底岩层、冲积扇和沙丘区域。
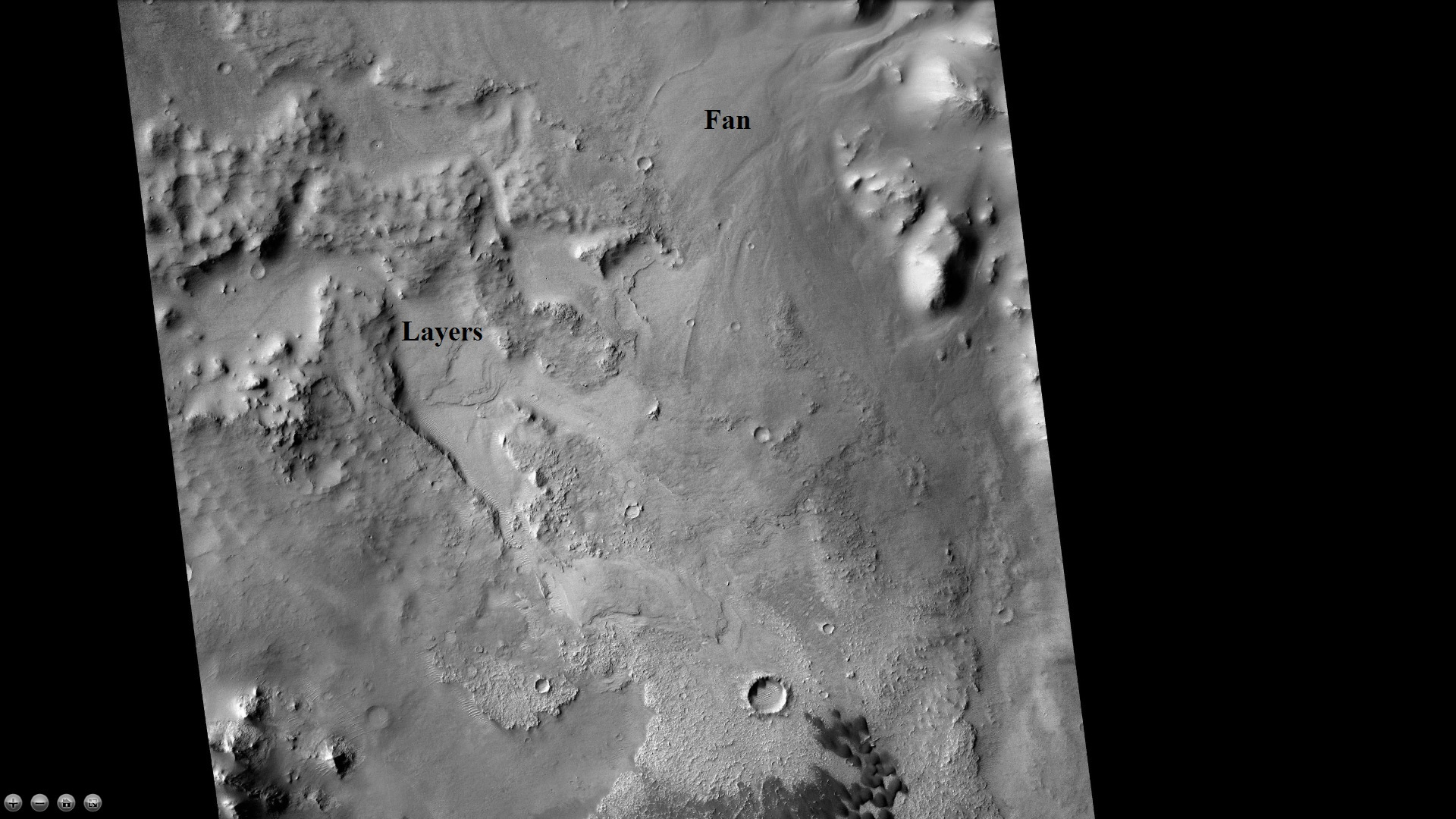
火星勘测轨道飞行器背景相机显示的琼斯陨击坑内的冲积扇、岩层和沙丘，注：这是前一幅图像的放大版。

## 另请查看
- 火星气候
- 火星地质
- 撞击坑
- 撞击事件
- 火星撞击坑
- 火星矿石资源
- 行星体系命名法